# Jati Sari (Banyuasin II)
Jati Sari is een bestuurslaag in het regentschap Banyuasin van de provincie Zuid-Sumatra, Indonesië. Jati Sari telt 2282 inwoners (volkstelling 2010).